# Causia (sombrero)

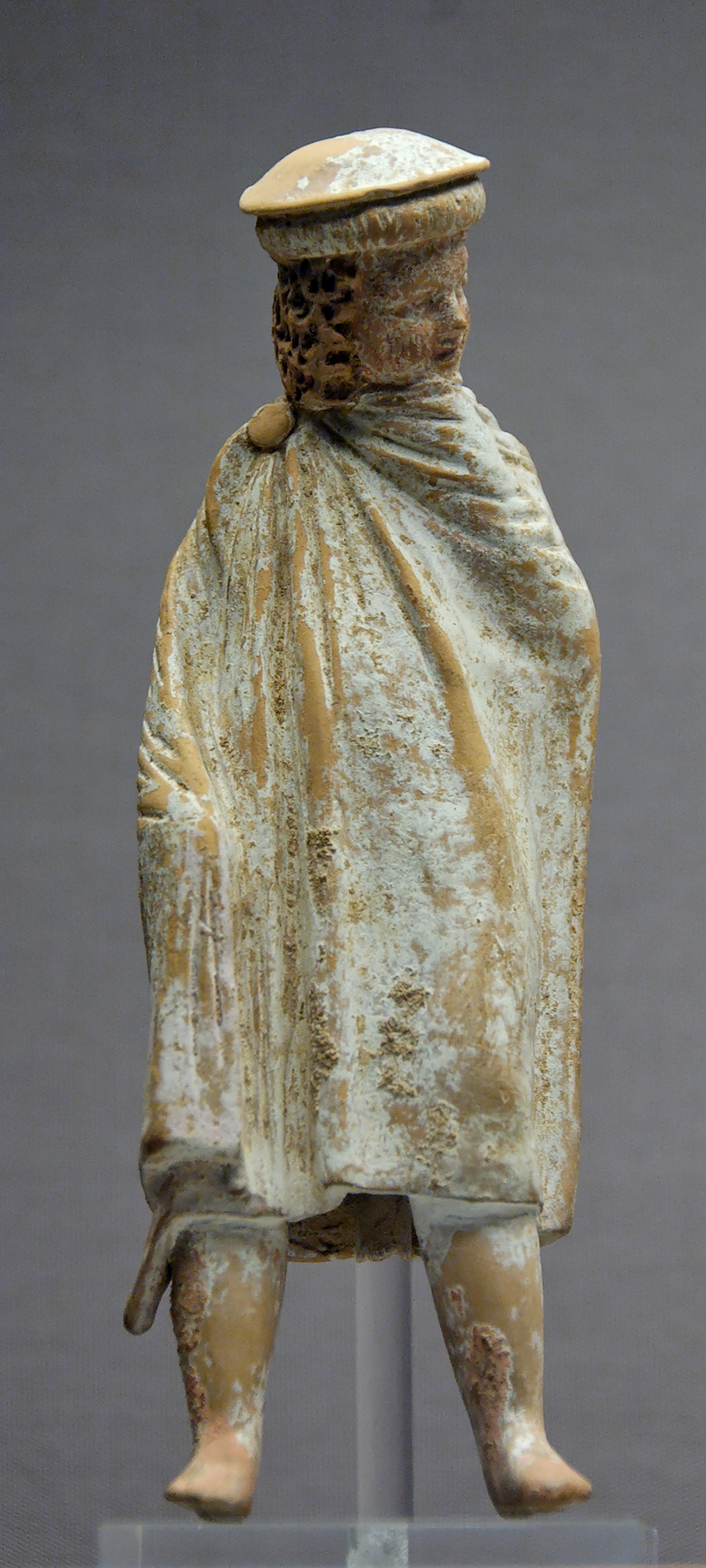
Joven macedonio con causia.

Causia (en griego antiguo: καυσία, romanizado: kausía) era un sombrero de fieltro en forma de tapa más o menos convexa, que a veces se sujetaba bajo la garganta con cordones. Se utilizaba entre los antiguos macedonios y las poblaciones vecinas. De color púrpura, formaba parte del atuendo de los reyes de Macedonia  en el período helenístico y, quizás, incluso antes de Alejandro Magno. Las representaciones del causia pueden encontrarse en diversas monedas y estatuas halladas desde el Mediterráneo hasta el reino  indogriego.

## Etimología
El nombre deriva de que mantiene el calor (en griego antiguo: καῦσις, romanizado: kaûsis).

## En Macedonia
El causia rojo con una diadema de tela blanca con flecos en los extremos que caían sobre la espalda era uno de los regalos reales de los reyes macedonios. 
En las representaciones de reyes con traje militar, el causia estaba provisto de carrilleras y correas en la barbilla con la diadema atada a ella y no apretada en las sienes debajo de ella.
Según Bonnie Kingsley, pudo llegar al Mediterráneo como sombrero de campaña usado por Alejandro y los veteranos de sus campañas en el río Indo, pero, según Ernst Fredricksmeyer, estaba demasiado arraigado en la indumentaria macedonia como para haber sido importada de Asia a Macedonia.

## En la Antigua Roma
El causia en la Antigua Roma estaba representado en las monedas de la gens Marcia que representaban a Filipo V de Macedonia, entre las clases pobres para protegerse del sol.

## Pakistán y Afganistán
Actualmente en Afganistán y Pakistán y Jammu y Cachemira, territorios que estuvieron bajo dominio macedonio, se utiliza el pakol, un sombrero cuyo parecido con el causia sugiere que es una reminiscencia de este último.

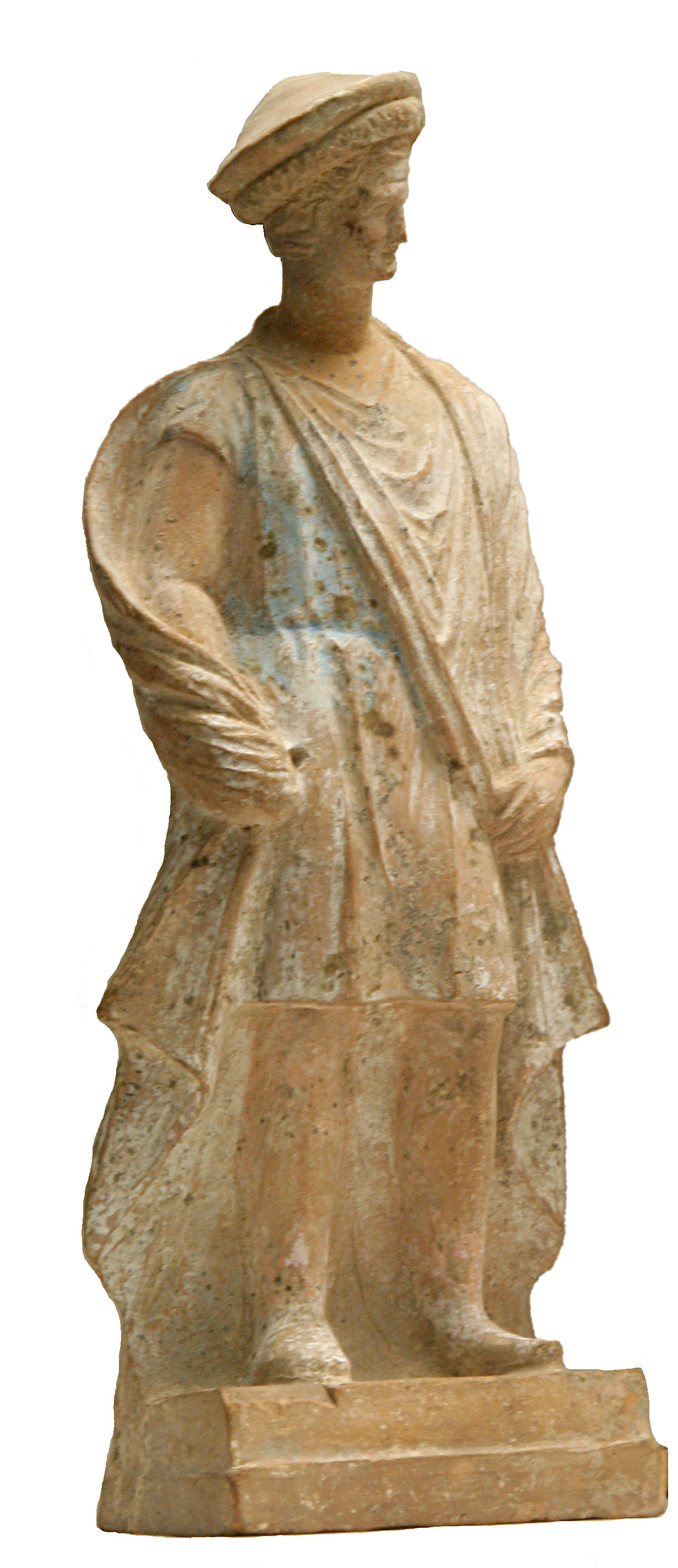
Antiguo macedonio llevando el causia.
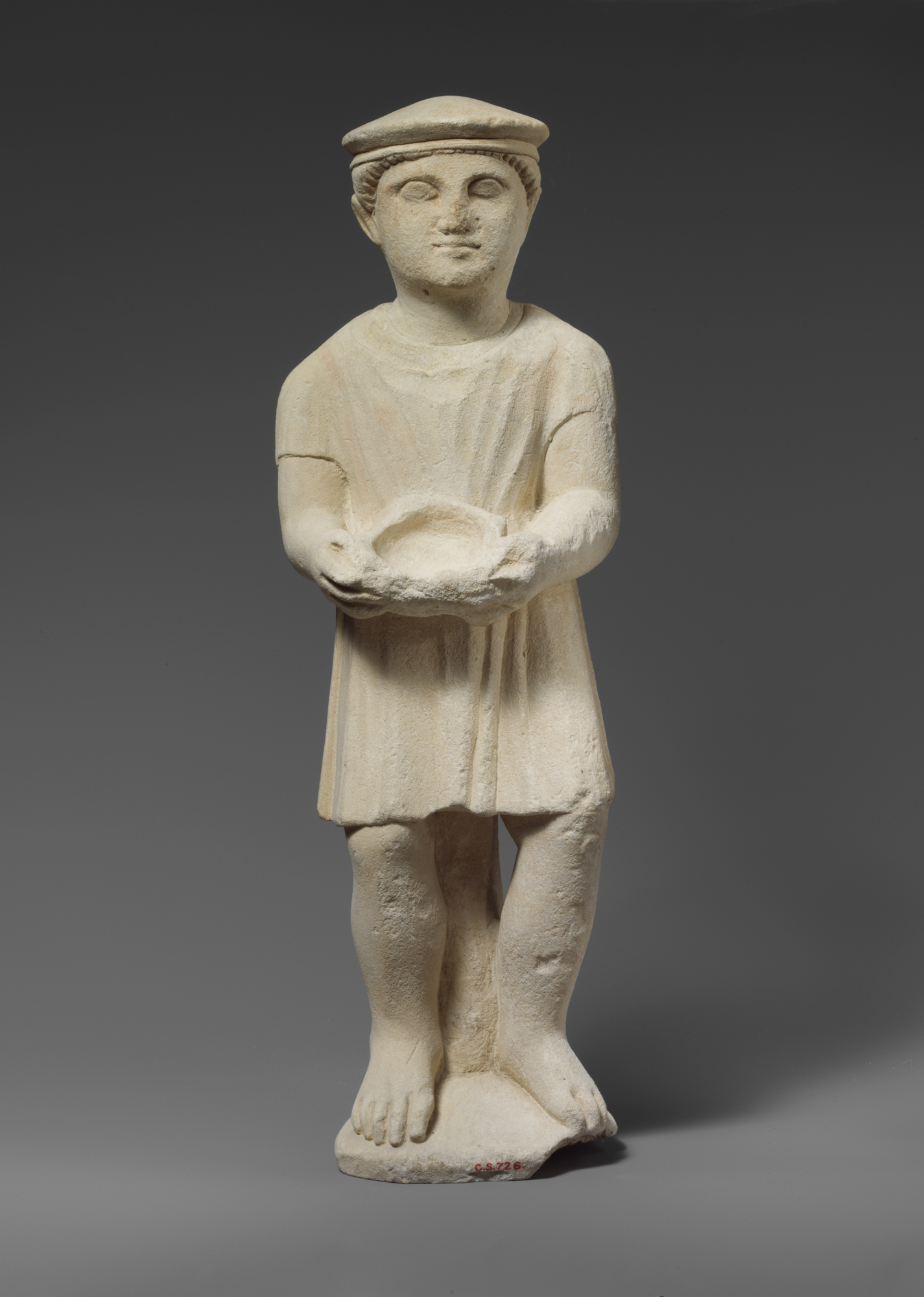
Estatuilla de piedra caliza de un niño con un causia
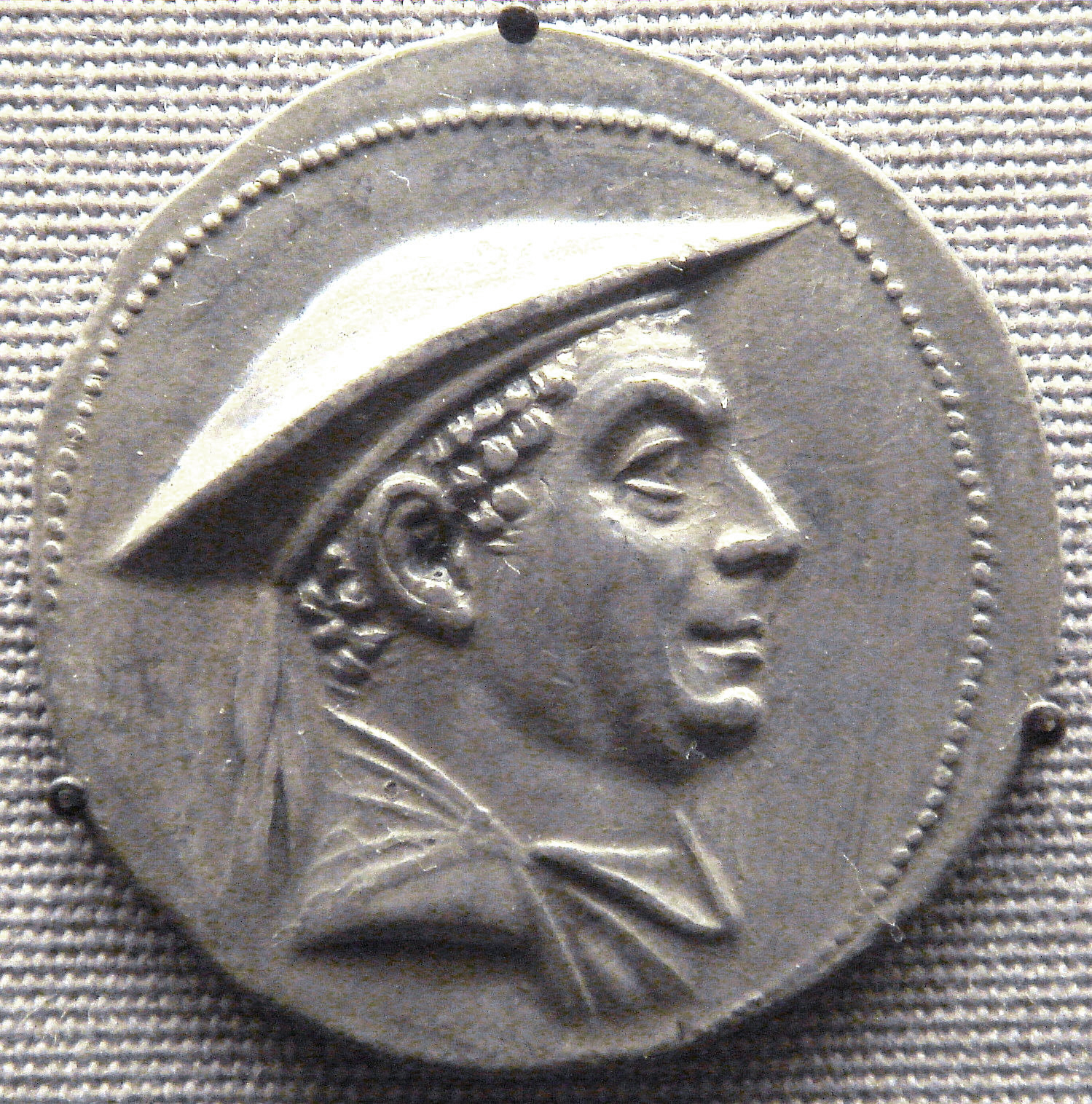
Moneda del rey grecobactriano Antímaco I con el causia macedonio, c.185-170 a. C.